# Oasis (zespół muzyczny)
Oasis – brytyjski zespół rockowy założony w 1991 w Manchesterze. Utworzony z poprzedniej grupy The Rain; pierwotnie w jego skład wchodzili: Liam Gallagher (wokal i tamburyn), Paul „Bonehead” Arthurs (gitara), Paul „Guigsy” McGuigan (gitara basowa) oraz Tony McCarroll (perkusja). Piątym członkiem, który dołączył do zespołu nieco później był starszy brat Liama, Noel Gallagher (gitara i wokal). W tym składzie zespół Oasis występował do kwietnia 1995.
31 maja 1993 grupa Oasis podpisała kontrakt z niezależną wytwórnią płytową Creation Records i wydała swój debiutancki album Definitely Maybe (1994). W kolejnym roku, w składzie z nowym perkusistą Alanem White’em (wcześniej Starclub), zespół nagrał (What’s the Story) Morning Glory? (1995). Wraz z Suede, Pulp i Blur, grupa z Manchesteru zaczęła być postrzegana jako członkowie britpopowej „wielkiej czwórki”. Popularność przynosiły jej również kontrowersyjny styl życia i częste spory braci Gallagher, obszernie opisywane przez tabloidy. W 1997 Oasis wydali swój trzeci album Be Here Now (1997), który mimo że został najszybciej sprzedającym się albumem w historii brytyjskiej listy przebojów (blisko 696 tysięcy sprzedanych kopii pierwszego tygodnia w Wielkiej Brytanii; rekord pobity w 2015 przez Adele i jej album 25), to szybko stracił na popularności, sprzedając się łącznie w liczbie około 8 milionów egzemplarzy. McGuigan i Arthurs opuścili Oasis w 1999, tuż przed rozpoczęciem nagrywania i wydania Standing on the Shoulder of Giants (2000). Na ich miejsce przybył basista i frontman zespołu Heavy Stereo Gem Archer oraz były gitarzysta i frontman Hurricane No. 1 Andy Bell, który dołączył na czas trasy koncertowej Standing on the Shoulder of Giants Tour. Sama trasa była umiarkowanym sukcesem. W pisaniu utworów do piątego studyjnego albumu Oasis, Heathen Chemistry (2002), mieli udział wszyscy członkowie zespołu, co przyniosło zdecydowanie spokojniejsze niż przy wcześniejszych płytach sesje nagraniowe. W 2004 Alan White został zastąpiony przez perkusistę The Who Zaka Starkey’ego, a kolejny album Don’t Believe the Truth (2005) ponownie okazał się sukcesem.
Po nagraniu siódmego albumu Dig Out Your Soul (2008), Starkey odszedł z grupy, a jego miejsce zajął Chris Sharrock. Grupa Oasis wyruszyła na ostatnią trasę koncertową w składzie z braćmi Gallagher. Podczas trasy relacje braci były coraz bardziej napięte, ostatecznie doprowadzając do opuszczenia Oasis przez Noela Gallaghera, minuty przed rozpoczęciem festiwalu Rock en Seine w Paryżu. Pozostali członkowie grupy postanowili kontynuować współpracę pod nazwą Beady Eye z wokalem Liama Gallaghera, aż do rozpadu zespołu w 2014 roku, podczas gdy Noel postanowił rozpocząć projekt Noel Gallagher’s High Flying Birds.
Osiem utworów oraz osiem albumów (siedem studyjnych i jeden kompilacyjny) Oasis znalazło się na pierwszym miejscu UK Singles Chart i UK Albums Chart. Grupa jest zdobywcą siedemnastu statuetek NME Awards, dziewięciu Q Awards, czterech MTV Europe Music Awards i sześciu Brit Awards, w tym za wybitne zasługi dla brytyjskiej muzyki (ang. Outstanding Contribution to Music) i za najlepszy album ostatnich 30 lat (ang. Best Album of the Last 30 Years) w głosowaniu słuchaczy BBC Radio 2. Grupa Oasis była nominowana do trzech Nagród Grammy. Do 2009 roku sprzedała ponad 70 milionów albumów na całym świecie. W 2010 zespół Oasis został wpisany do księgi rekordów Guinnessa po tym, jak przez 22 kolejne tygodnie utrzymywał się w pierwszej 10. brytyjskiej listy przebojów. Grupa już wcześniej znalazła się w gronie rekordzistów jako zespół z największymi sukcesami ostatniej dekady w Wielkiej Brytanii – w latach 1995–2005 przez 765 tygodni grupa Oasis znajdowała się w Top 75 brytyjskiej listy singli i albumów.

## Historia

### Utworzenie i wczesne lata: 1991–92
Zespół Oasis powstał z wcześniejszej grupy the Rain, w skład której wchodzili: Paul McGuigan (gitara basowa), Paul Arthurs (gitara), Tony McCarroll (perkusja) i Chris Hutton (wokal). Niezadowolony z Huttona, Arthurs zaprosił na przesłuchanie swojego znajomego, Liama Gallaghera. Liam zasugerował zmianę nazwy zespołu na Oasis, będąc zainspirowanym plakatem z trasy koncertowej Inspiral Carpets, który wisiał w pokoju braci Gallagher. Jednym z miejsc trasy koncertowej, które były wymienione na tym plakacie było Oasis Leisure Centre w Swindon.
Pierwszy koncert na żywo Oasis zagrali 18 sierpnia 1991 w klubie Boardwalk w Manchesterze. Brat Liama, Noel Gallagher, który był roadie w zespole Inspiral Carpets, wybrał się z zespołem na koncert Liama. Chociaż Noel i jego znajomi nie uważali, że Oasis brzmieli szczególnie spektakularnie, zaczął on rozważać możliwość wykorzystania grupy swojego brata jako ewentualnego punktu wyjścia dla utworów, które stworzył na przestrzeni ostatnich kilku lat. Noel zaproponował grupie swoją osobę z zastrzeżeniem, że zostanie wyłącznym kompozytorem i liderem, oraz że pozostali członkowie zaangażują się w dążenie do komercyjnego sukcesu zespołu. „Miał napisanych mnóstwo rzeczy”, wspominał Arthurs. „Kiedy dołączył, byliśmy zespołem robiącym harmider czterema melodiami. Nagle pojawiło się mnóstwo pomysłów”. Z Noelem Gallagherem Oasis stworzyli muzyczne podejście opierające się na prostocie, z Arthursem i McGuiganem ograniczonymi do grania akordem barowym i prymą; McCarrolem grającym podstawowe rytmy, oraz podgłośnionymi wzmacniaczami do stworzenia zniekształceń, Oasis stworzyli dźwięk „na tyle pozbawiony finezji i złożoności, że był nie do zatrzymania”.

### Definitely Maybe: 1993–94

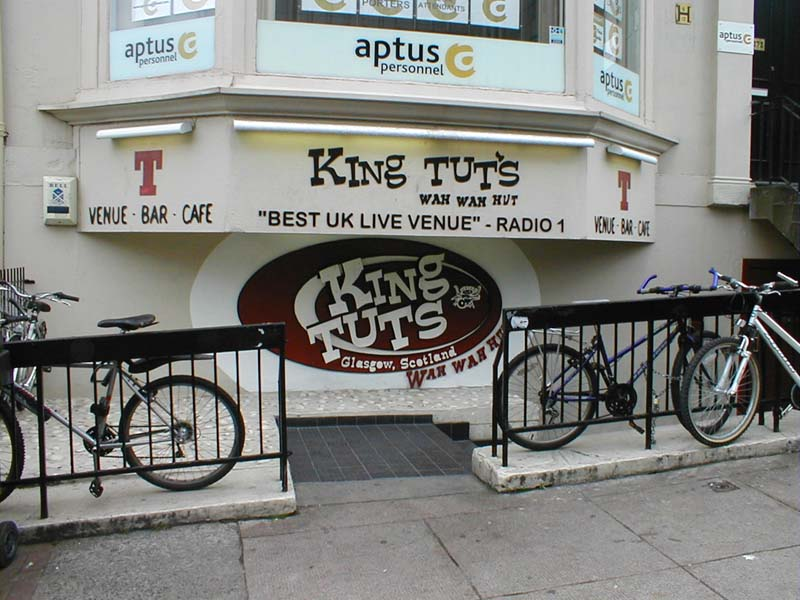
Klub King Tut’s Wah Wah Hut w Glasgow, gdzie Oasis zagrali w 1993

Po ponad roku koncertów na żywo, przesłuchaniach i nagraniu kasety Live Demonstration w maju 1993 nastąpił przełom – wtedy zostali zauważeni przez współwłaściciela Creation Records, Alana McGee. Oasis zostali zaproszeni przez zespół Sister Lovers, z którymi dzielili pomieszczenie do prób, do występu w klubie King Tut’s Wah Wah Hut w Glasgow. Oasis wraz z grupą przyjaciół zebrali pieniądze na wynajęcie furgonetki i podróż do Glasgow. Po przybyciu nie zostali wpuszczeni do klubu, ponieważ nie było ich na liście występujących, co podobno zmusiło zespół do siłowego wtargnięcia do wewnątrz (chociaż wypowiedzi Alana McGee i samego zespołu dotyczące sposobu dostania się do klubu tego wieczoru były sprzeczne). Oasis wystąpili na otwarcie wieczoru i zaimponowali McGee, który do klubu przybył by obejrzeć 18 Wheeler, jeden z jego zespołów występujących tej nocy. McGee był pod takim wrażeniem tego co zobaczył, że zaoferował im kontrakt „tu i teraz”, ale Oasis złożyli podpis pod dokumentem dopiero kilka miesięcy później . Z powodu problemów z zabezpieczeniem amerykańskiego kontraktu, Oasis podpisali światowy kontrakt z Sony, które z kolei przekazało zespół pod szyld Creation Records w Wielkiej Brytanii. W kwietniu 1994, po limitowanym wydaniu utworu „Columbia”, zespół wydał swój pierwszy singel „Supersonic”, który dotarł do 31. miejsca listy przebojów. Następny singel, „Shakermaker”, był przedmiotem pozwu o plagiat, który zakończył się zapłatą przez Oasis odszkodowania w wysokości 500 tys. dolarów. Trzeci singel, „Live Forever”, był ich pierwszym, który uplasował się w pierwszej dziesiątce brytyjskiej listy przebojów. Po burzliwej sesji nagraniowej debiutancki album Definitely Maybe ukazał się 29 sierpnia 1994, a tydzień później zadebiutował na pierwszym miejscu na brytyjskiej liście albumów, zostając wówczas najszybciej sprzedającym się debiutanckim krążkiem w Wielkiej Brytanii.
Blisko rok ciągłych koncertów i sesji nagraniowych, w połączeniu z hedonistycznym stylem życia odcisnęły piętno na zespole. Kulminacja tego zachowania miała miejsce podczas koncertu w Los Angeles we wrześniu 1994, prowadząc do nieudolnego występu Liama, podczas którego w sposób obraźliwy wypowiadał się o amerykańskiej publiczności oraz uderzył Noela tamburynem. Incydent wzburzył Noela do tego stopnia, że tymczasowo opuścił zespół zaraz po koncercie i poleciał do San Francisco (później sytuacja ta była inspiracją do napisania „Talk Tonight”). Namierzony przez Tima Abbota z Creation Records Noel Gallagher został przekonany do kontynuowania występów w zespole, pogodził się z Liamem, a trasa koncertowa mogła zostać wznowiona w Minneapolis. Po czwartym singlu z Definitely Maybe, „Cigarettes & Alcohol”, grupa wydała świąteczny singel „Whatever”, który zadebiutował na brytyjskiej liście przebojów na miejscu trzecim. Później utwór ten stał się przedmiotem pozwu ze strony współautora, Neila Innesa, któremu również zostało zasądzone odszkodowanie.

### (What’s the Story) Morning Glory?: 1995
W kwietniu 1995 singel „Some Might Say” stał się pierwszym numerem jeden grupy Oasis na brytyjskiej liście przebojów. W tym samym czasie perkusista Tony McCarroll został odsunięty od zespołu. McCarroll odniósł się do tego, mówiąc że został „bezprawnie usunięty z partnerstwa” przez, jak sam to nazwał, „niezgodność charakterów” z braćmi. Gallagherowie z drugiej strony wątpili w umiejętności muzyczne McCarrolla, z Noelem dodającym: „lubię Tony’ego jako gościa, ale nie byłby w stanie grać nowych piosenek”. McCarroll został zastąpiony przez Alana White’a, byłego perkusistę Starclub i brata Steve’a White’a, poleconego Noelowi przez Paula Wellera. White zadebiutował w zespole w programie Top of the Pops z utworem „Some Might Say”. 17 kwietnia 1995 zespół wystąpił w teatrze Cliffs Pavilion w Southend-on-Sea – koncert ten niedługo później został uwieczniony na VHS i wydany pod nazwą Live by the Sea. W maju 1995 Oasis rozpoczęli nagrywanie materiału do ich drugiego albumu w Rockfield Studios niedaleko walijskiego miasta Monmouth.
W tym okresie brytyjska prasa podchwyciła temat o rzekomej rywalizacji między Oasis a britpopowym zespołem Blur. Wcześniej Oasis nie utożsamiali się z nurtem Britpop i nie zostali zaproszeni by dać występ w programie BBC Britpop Now prowadzonym przez wokalistę Blur Damona Albarna. 14 sierpnia 1995 roku Blur i Oasis wydali single tego samego dnia, tworząc tym samym tzw. „The Battle of Britpop”, która zdominowała krajowe wiadomości. W pierwszym tygodniu „Country House” zespołu Blur w porównaniu do singla Oasis „Roll with It” sprzedał się w nakładzie 274 000 kopii względem 216 000 kopii utworu ekipy z Manchesteru. Menedżerzy Oasis podali kilka przyczyn gorszej sprzedaży, sugerując że jedną z nich była niższa cena „Country House” (£1,99 do £3,99), oraz że istniały dwie różne wersje „Country House” z różnymi stronami B (ang. B-side) zmuszając prawdziwych fanów do zakupu dwóch kopii. Innym wyjaśnieniem podawanym w tamtym czasie przez Creation Records był problem z kodem kreskowym na pudełku „Roll with It”, który nie rejestrował całej sprzedaży (powodem miała być czarna ramka kodu kreskowego, przez którą niektóre z elektronicznych punktów sprzedaży nie mogły odczytać kodu). W wywiadzie dla The Observer we wrześniu Noel Gallagher powiedział, że życzy Damonowi Albarnowi i Alexowi Jamesowi by ci „złapali AIDS i umarli”, co wywołało burzę w mediach. Później za to zdanie Noel przepraszał w oficjalnym piśmie w różnych publikacjach.
We wrześniu 1995 zespół opuścił basista Paul McGuigan, za powód podając wyczerpanie nerwowe. Zastąpił go Scott McLeod występujący wcześniej w The Ya Ya’s. Z Oasis wystąpił na kilku koncertach trwającej trasy, jak i w teledysku „Wonderwall”, by nagle opuścić zespół w trakcie trasy w Stanach Zjednoczonych. McLeod kontaktował się z Noelem twierdząc, że odejście było błędem. Gallagher odpowiedział krótko: „Też tak uważam. Powodzenia w rejestrowaniu”. By trasa mogła zostać ukończona, Paul McGuigan został przekonany by powrócić do Oasis.
Chociaż łagodniejsza muzyka przyniosła mieszane recenzje, to drugi album (What’s the Story) Morning Glory? okazał się komercyjnym sukcesem, sprzedając się w nakładzie ponad 4 milionów kopii, uplasował się na 3. miejscu na liście najlepiej sprzedających się albumów w Wielkiej Brytanii w historii. Na płycie znalazły się dwa utwory Oasis, „Wonderwall” oraz „Don’t Look Back in Anger”, które zajęły odpowiednio 2. i 1. miejsce na liście przebojów. Album zawierał również singel „Champagne Supernova” – z gitarą prowadzącą i wokalem wspierającym Paula Wellera – który również uzyskał szerokie uznanie krytyków i zajął 1. miejsce na amerykańskiej liście Modern Rock Tracks.

### Be Here Now: 1996–98
Pierwszy koncert Oasis w roli gwiazdy wieczoru odbył się 27 i 28 kwietnia 1996 na Maine Road, stadionie piłkarskim zespołu Manchester City F.C., któremu od dzieciństwa kibicowali bracia Gallagher. Najciekawsze momenty drugiego dnia koncertu zostały zawarte w filmie ...There and Then wydanym później tego samego roku. Gdy ich kariera sięgnęła zenitu, Oasis dali dwa koncerty w Knebworth, jeden po drugim, 10 i 11 sierpnia. Na oba z nich bilety zostały wyprzedane w kilka minut. Publiczność w liczbie 125 000 na każdym z koncertów (po bilety zgłosiło się 2,5 mln osób, z czego 250 tys. zostało faktycznie sprzedanych) była wówczas rekordową na koncercie na wolnym powietrzu w Wielkiej Brytanii, a 2,5 mln chętnych do dziś stanowi rekord popytu na bilety koncertowe na wyspach.
Pozostała część miesiąca była dla grupy trudna. W Royal Festival Hall zespół miał nagrać epizod MTV Unplugged. Liam wycofał się powołując się na ból gardła, a koncert oglądał z balkonu, z zimnym piwem w dłoni i papierosami, dając między utworami wyraz swojemu niezadowoleniu z wokalu Noela. Cztery dni później grupa wyruszyła w trasę po Ameryce, ale Liam odmówił udziału; zespół postanowił kontynuować z Noelem na wokalu. 4 września 1996 Liam ponownie dołączył do zespołu będącego w trasie. Na MTV Video Music Awards 1996 w Radio City Music Hall w Nowym Jorku Oasis zagrali „Champagne Supernova”. W trakcie gitarowego solo Noela Liam gestykulował w jego kierunku, a tuż przed zejściem ze sceny rozlał na niej piwo. Kilka tygodni później Noel, bez pozostałych członków zespołu, poleciał samolotem do domu. Reszta skorzystała z kolejnego lotu. To zrodziło spekulacje mediów o podziale Oasis. Niedługo później bracia pogodzili się i razem dokończyli trasę.
Koniec 1996 i pierwszy kwartał 1997 roku członkowie Oasis spędzili na nagrywaniu ich trzeciego albumu w studiach Abbey Road Studios w Londynie i Ridge Farm Studios w Surrey. Sesje nagraniowe były zdominowane przez ciągłe sprzeczki braci Gallagher. W sierpniu 1997 został wydany album Be Here Now. Poprzedzony przez pierwszy singel „D'You Know What I Mean?”, album ten był ich najbardziej oczekiwanym dziełem i jako taki był przedmiotem znacznej uwagi mediów. Na koniec pierwszego dnia od wydania Be Here Now sprzedał się w nakładzie 424 tysięcy egzemplarzy, a na koniec tygodnia sprzedaż sięgnęła 696 tysięcy egzemplarzy, stając się najszybciej sprzedającym się albumem w historii Wielkiej Brytanii. Album zadebiutował na drugim miejscu amerykańskiego zestawienia Billboard 200, lecz sprzedaż w pierwszym tygodniu w liczbie 152 tysięcy egzemplarzy – poniżej oczekiwanych 400 tysięcy – była sporym rozczarowaniem. Pomimo że pierwsze recenzje krytyków były pozytywne, to gdy zainteresowanie płytą opadło, zaczęto ją krytykować za bycie nadętą i naśladowczą, z ciężkim brzmieniem i z kilkoma przydługimi utworami. J.D. Considine z „The Baltimore Sun” określił album „hałaśliwym i nadętym świadectwem nieudolności, nie talentu”, natomiast Eric Arnum z MTV recenzując jeden z występów Oasis, o utworach z Be Here Now napisał, że „są takie sobie, bez zachwytu”. Dorian Lynskey z „The Guardian” zwrócił uwagę na szybką utratę popularności albumu, pisząc że „trwała nieznacznie dłużej niż efekt kreski kokainy”. We wrześniu 1997 w formie singla został wydany „Stand by Me”. Na UK Singles Chart dotarł na 2. miejsce ustępując jedynie singlowi Eltona Johna „Candle in the Wind 1997”, wydanemu na cześć tragicznie zmarłej Diany, księżnej Walii. Mimo to w Wielkiej Brytanii utwór pokrył się złotem, sprzedając się w nakładzie ponad 400 tys. kopii. Na początku 1998 roku wydane zostały jeszcze dwa single z płyty: „All Around the World”, który utrzymał się przez jeden tydzień na 1. miejscu UK Singles Chart, oraz „Don’t Go Away”, który pojawił się wyłącznie w Japonii.
W tym czasie nurt Britpop tracił na znaczeniu, a zespół nie sprostał oczekiwaniom z ich trzecim albumem. Po zakończeniu Be Here Now Tour na początku 1998 roku przez medialną krytykę grupa Oasis usunęła się w cień. Później tego roku zespół wydał album kompilacyjny z 14 utworami „strony B” zatytułowany The Masterplan. „Interesującą rzeczą z tamtego czasu są «strony B». Myślę, że znajduje się tam o wiele głębsza muzyka niż na samej Be Here Now”, powiedział Noel w wywiadzie dla The Wave Magazine w 2006 roku.

### Standing on the Shoulder of Giants: 1999–2000
Z początkiem 1999 roku zespół rozpoczął pracę nad czwartym albumem studyjnym. Pierwsze informacje na jego temat zostały ujawnione w lutym i dotyczyły współprodukowania płyty przez Marka „Spike’a” Stenta. Sprawy nie toczyły się najlepiej czego efektem było opuszczenie zespołu w sierpniu przez Paula „Boneheada” Arthursa, jednego z założycieli Oasis. Odejście zostało publicznie ogłoszone jako polubowne, a Noel skomentował, że Arthurs chciał spędzać więcej czasu z rodziną. W oświadczeniu Arthurs poinformował, że odejście podyktowane było zamiarem „koncentrowania się na innych sprawach”. Noel jednak od tamtego czasu upubliczniał sprzeczną wersję tego zdarzenia: miała mieć miejsce seria naruszeń zasady „no drink or drugs” (którą wprowadzono, by Liam mógł śpiewać właściwie) w czasie sesji nagraniowych, która miała doprowadzić do konfrontacji między Noelem i Paulem. Dwa tygodnie później ogłoszono odejście basisty Paula McGuigana. Niedługo później bracia Gallagher zorganizowali konferencję prasową gdzie zapewniali dziennikarzy, że „przyszłość Oasis jest bezpieczna. Historia i chwała będą kontynuowane”.

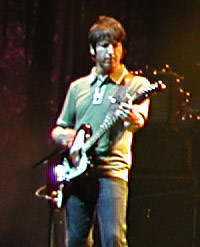
Gem Archer na koncercie Oasis

Oasis w trzyosobowym składzie postanowili kontynuować nagrywanie. Gitarowe partie Arthursa i McGuigana zostały ponownie nagrane przez Noela. Po zakończeniu sesji zaczęto poszukiwania nowych członków zespołu. Pierwszym był gitarzysta rytmiczny/prowadzący Colin „Gem” Archer z Heavy Stereo. Jak sam później twierdził, Noel zwrócił się do niego zaledwie kilka dni po upublicznieniu informacji o odejściu Arthursa. Znalezienie basisty wymagało więcej czasu i wysiłku. Przesłuchiwano Davida Pottsa, byłego frontmana Monaco, ale ten szybko zrezygnował, bo wolał zostać frontmanem w jego własnym zespole. Nowym basistą został Andy Bell, były gitarzysta i autor w zespołach Ride i Hurricane No. 1. Bell nigdy nie grał na gitarze basowej i musiał się jej szybko nauczyć (Liam powiedział Noelowi o Andym, że „skoro potrafi grać na gitarze, to będzie umiał też zagrać na pieprzonym basie”), wraz z kilkoma utworami z repertuaru Oasis by przygotować się na zaplanowaną trasę po Ameryce w grudniu 1999.
Wraz z zamknięciem Creation Records, Oasis założyli ich własną wytwórnię, Big Brother Recordings, która wydała wszystkie kolejne nagrania zespołu w Wielkiej Brytanii i Irlandii. Czwarty album Oasis, Standing on the Shoulder of Giants, został wydany w lutym 2000 roku. Zadebiutował na 24. miejscu listy Billboard 200, sprzedając się w pierwszym tygodniu w liczbie 55 tys. egzemplarzy, ale w drugim tygodniu zanotował aż 64% spadek i znalazł się dopiero na 84. miejscu zestawienia. Na brytyjskiej liście UK Albums Chart Standing on the Shoulder of Giants zadebiutował na 1. miejscu, figurując na liście przez 35 tygodni – najkrócej spośród wszystkich albumów studyjnych Oasis. Na albumie znalazły się 3 wydane single, „Who Feels Love?”, „Go Let It Out” i „Sunday Morning Call” – wszystkie znalazły się w czołowej 5. listy UK Singles Chart. Teledysk do „Go Let It Out” został nagrany jeszcze przed dołączeniem do zespołu Bella, dlatego skład osobowy był nietypowy – Liam na gitarze rytmicznej, Archer na gitarze prowadzącej i Noel na gitarze basowej. Wraz z odejściem członków założycieli zespół wprowadził kilka niewielkich zmian do swojego wizerunku i brzmienia. Okładka zawierała nowe logo „Oasis” – przezroczyste, z zaokrąglonymi, przeciętymi w poziomie literami. Album był również pierwszym zawierającym utwór napisany przez Liama Gallaghera, zatytułowany „Little James”. Piosenki z czwartego albumu studyjnego były bardziej psychodeliczne i eksperymantalne niż poprzednie dzieła Oasis.

### Heathen Chemistry: 2001–03

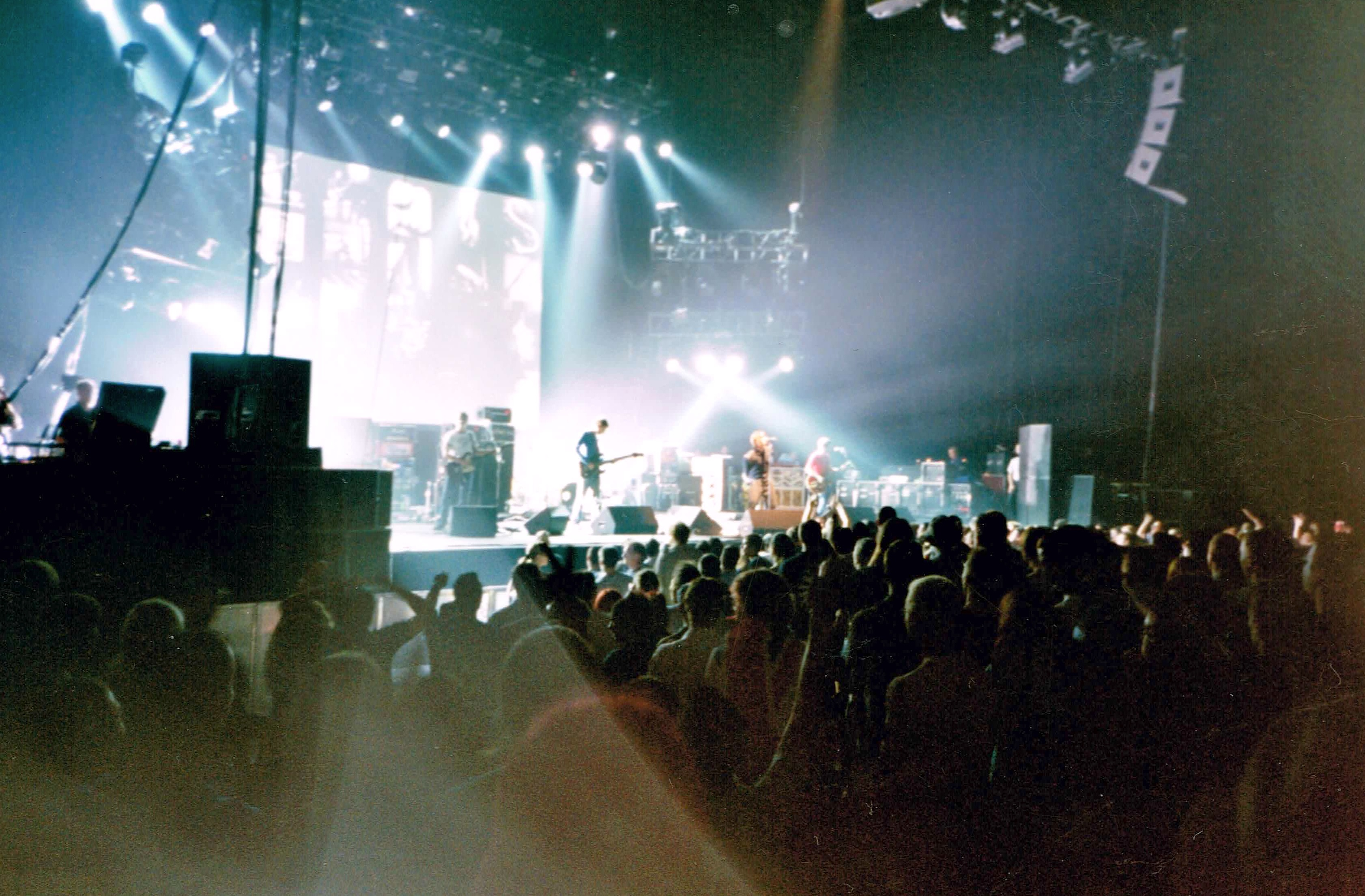
Oasis występujący w Montrealu w 2002

2001 rok zespół Oasis dzielił między sesje nagraniowe i koncerty na żywo na całym świecie. Należały do nich m.in. trasa The Tour of Brotherly Love, gdzie Oasis towarzyszyły zespoły The Black Crowes i Spacehog, oraz supportowanie Neilowi Youngowi w Paryżu. Heathen Chemistry, piąty album zespołu i zarazem pierwszy z nowymi członkami Andym Bellem i Gemem Archerem został wydany w lipcu 2002 roku. Heathen Chemistry wspiął się na pierwsze miejsce listy przebojów w Wielkiej Brytanii i 23. w Stanach Zjednoczonych, ale w zaledwie dwa tygodnie spadł na 108. pozycję listy Billboard 200 tygodnika Billboard. Od krytyków otrzymał mieszane recenzje; Tom Moon z „Rolling Stone” o albumie: „inklinacje architekta-kujona w wykonaniu Noela są równoważone przez rozwydrzone i hedonistyczne warczenie jego brata Liama”. Według Aidina Vaziriego z magazynu „Vibe” „nowa płyta trzeszczy z gniewu, energii i buntu. Kawałki jak «The Hindu Times» i «Hung in a Bad Place» to trzy i pół minutowe eksplozje melodii i hałasu pokazujące wyszczekanych, jednobrewych braci w ich najlepszej, jadowitej formie”. Rob Mitchum z Pitchfork ocenia, że album jest w dużej mierze powieleniem poprzednich dzieł Oasis i innych artystów, jak The Allman Brothers, The Beatles czy Erica Claptona: „Heathen Chemistry znajduje czas by zwinąć riffy i sekwencje z poprzednich hitów Oasis”. Innego zdania jest magazyn NME, który ocenia album pozytywnie, zwracając uwagę przede wszystkim na „Stop Crying Your Heart Out”, przy którym „chce się rozwinąć czerwony dywan. Powrót dawno zaginionego humanizmu z «Don’t Look Back in Anger» to przypomnienie niesamowitego talentu Noela do pocieszenia słuchaczy wtedy, gdy tego najbardziej potrzebują”.
Z albumu pochodzą 4 single: „The Hindu Times”, „Stop Crying Your Heart Out”, „Little by Little/She Is Love” oraz napisany przez Liama „Songbird” – pierwszy singel Oasis nienapisany przez Noela. Płyta łączyła ze sobą eksperymenty dźwiękowe znane z poprzednich albumów, a z drugiej strony wykorzystywała podstawowe brzmienie rocka. Sesje nagraniowe Heathen Chemistry były zdecydowanie bardziej zbalansowane – prawie wszyscy członkowie, z wyjątkiem Alana White’a, byli autorami piosenek. W nagraniach wziął udział Johnny Marr jako wspierający gitarzysta, a przy kilku utworach również wspierał swoim wokalem.
Po wydaniu albumu Oasis rozpoczęli udaną trasę koncertową, która ponownie nie obyła się bez incydentów. Późnym latem 2002 roku, podczas gdy zespół koncertował w Stanach Zjednoczonych, Noel, Bell i keyboardzista Jay Darlington wzięli udział w wypadku samochodowym gdy przemieszczali się taksówką w Indianapolis. Chociaż żaden z nich nie doznał poważnych obrażeń, to kilka występów zostało odwołanych. W grudniu 2002 roku druga połowa niemieckiej części trasy koncertowej po Europie musiała zostać odwołana, ponieważ Liam, Alan White i trzy inne osoby towarzyszące zostały aresztowane po brutalnej bójce w jednym z monachijskich klubów. Wszyscy byli mocno pijani, a testy wykazały, że Liam zażywał kokainę. Stracił również dwa przednie zęby oraz kopnął funkcjonariusza policji w żebra. Wpłacona kaucja za trzech zatrzymanych członków zespołu wyniosła 250 tys. euro Przerwanie trasy spowodowane było koniecznością operacji wokalisty, którą przeprowadzono w Wielkiej Brytanii. Alan doznał niewielkich obrażeń głowy po uderzeniu popielniczką. Dwa lata później, decyzją niemieckiego sądu Liam został ukarany grzywną 40 tys. funtów. Trasa koncertowa zakończyła się w marcu 2003 roku.

### Don’t Believe the Truth: 2004–06
Pod koniec grudnia 2003 roku Liam poinformował opinię publiczną o rozpoczęciu nagrań szóstego albumu przy produkcji i bezpośrednim udziale członków Death in Vegas. Początkowo sesje odbywały się w Sawmills Studios w Kornwalii, gdzie powstał ich debiutancki album studyjny Definitely Maybe. Po trzech tygodniach nagrań Noel w wywiadzie dla Billboard poinformował o zakończeniu współpracy z Death in Vegas. „...Nie spodobało nam się nic, co nagraliśmy w ciągu tych trzech tygodni, a przez zobowiązania z Death In Vegas Richard Fearless i Tim Holmes nie mogli znaleźć więcej czasu dla tego projektu”, dodał. Obowiązki producenta albumu przejął Noel Gallagher.
W styczniu 2004 zespół opuścił długoletni perkusista Alan White, który w tamtym czasie miał udział przy prawie wszystkich utworach Oasis. Zastąpił go Zak Starkey, dotychczasowy perkusista The Who i syn Ringo Starra. Mimo że Starkey brał udział w nagraniach i w trasach koncertowych, to oficjalnie nie został członkiem zespołu, który po raz pierwszy w swojej historii występował w czteroosobowym składzie. Pierwszy publiczny występ Starkey’ego odbył się w The Lighthouse w Poole. Kilka dni później Oasis drugi raz w swojej historii zostali gwiazdą wieczoru Glastonbury Festival. Występ zebrał negatywne recenzje, m.in. magazyn NME nazwał go „katastrofą”, a BBC „bezbarwnym i nieciekawym”, głównie przez przeciętny wokal Liama i brak zgrania Starkey’ego z zespołem.
Po wielu zawirowaniach nagrania Don’t Believe the Truth odbyły się między październikiem a grudniem tego roku w Capitol Studios w Los Angeles. Obowiązki głównego producenta od Noela Gallaghera przejął Dave Sardy. W maju 2005 roku, po 3 latach i wielu nieudanych sesjach nagraniowych grupa wydała kolejny, już szósty, album studyjny, wypełniając tym samym kontrakt z Sony BMG. Podobnie jak Heathen Chemistry był to wspólny projekt wszystkich członków, a teksty nie były wyłącznie autorstwa Noela. Była to pierwsza od dekady płyta bez Alana White’a na perkusji, a zarazem debiutancka dla Starkey’ego. Krytycy i fani generalnie pozytywnie ocenili Don’t Believe the Truth; Christian Hoard z „Rolling Stone” pisze o nim, że „nie jest to comeback za jaki fani się modlili, ale jest to pierwszy od lat album Oasis, który nie jest bladą imitacją samych siebie”. Stephen Thomas Erlewine z portalu AllMusic ocenił go pozytywnie, określając go „pewnym siebie, muskularnym, uporządkowanym, mocnym i melodyjnym w takim stopniu, w jakim Oasis nie byli od czasu Morning Glory”, oraz że „brzmi jakby przypomnieli sobie to co kochają w rock & rollu i dlaczego tworzą muzykę”. Don’t Believe the Truth dał również dwa numery jeden na brytyjskiej liście singli: „Lyla” i „The Importance of Being Idle”, podczas gdy „Let There Be Love” uplasował się na miejscu 2. Oasis otrzymali dwie nagrody Q Awards: jedną People’s Choice Award oraz drugą dla najlepszego albumu za Don’t Believe the Truth. W ślad za poprzednimi pięcioma albumami Don’t Believe the Truth także znalazł się na 1. miejscu listy UK Albums Chart. Otrzymał potrójną platynę w Wielkiej Brytanii, podwójną platynę w Irlandii, złoto w Japonii i w Kanadzie.

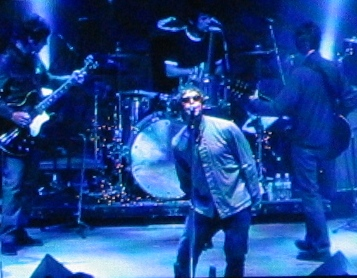
Oasis występujący w Shoreline Amphitheatre w Mountain View, wrzesień 2005

W maju 2005 zespół w nowym składzie wyruszył w trasę koncertową po kilku kontynentach. Począwszy od występu w londyńskiej Astorii 10 maja 2005, a skończywszy na wyprzedanym koncercie w Meksyku 31 marca 2006, Oasis odwiedzili 26 krajów i byli gwiazdami wieczoru na 113 koncertach, występując łącznie przed ponad 3,2 mln fanami. Trasa zakończyła się bez większych incydentów i była jedną z najbardziej udanych zespołu w ostatniej dekadzie. W jej trakcie Oasis zagrali m.in. wyprzedane koncerty w nowojorskiej Madison Square Garden i Hollywood Bowl w Los Angeles. W trakcie trasy nakręcono film dokumentalny zatytułowany Lord Don’t Slow Me Down w reżyserii Baillie’ego Walsha, wydany w październiku 2007. Tę samą nazwę nosi jedyny utwór Oasis wydany wyłącznie w wersji cyfrowej – „Lord Don’t Slow Me Down”, który miał swoją premierę w październiku 2007. Na brytyjskiej liście przebojów zadebiutował na 10. miejscu.
W 2006 Oasis wydali Stop the Clocks, album kompilacyjny z utworami wybranymi przez sam zespół. W Wielkiej Brytanii płyta uzyskała 5-krotną platynę. W lutym 2007 na gali Brit Awards zespół otrzymał nagrodę za wybitne zasługi dla brytyjskiej muzyki (ang. Outstanding Contribution to Music). Po jej wręczeniu Oasis zagrali kilka ze swoich najbardziej znanych utworów.

### Dig Out Your Soul: 2007–09
Powrót popularności, który Oasis zawdzięcza sukcesowi Don’t Believe The Truth, miał swoje odzwierciedlenie w lutym 2008 w sondażu na 50 największych brytyjskich albumów ostatnich 50 lat, przeprowadzonym przez magazyn Q i HMV. Kolejno pierwsze i drugie miejsce zajęły Definitely Maybe i (What’s The Story) Morning Glory?. Dwa inne albumy Oasis również znalazły się na liście – Don’t Believe The Truth na miejscu czternastym, a Be Here Now, który swego czasu był mocno krytykowany, zajął 22. miejsce.
W 2007 Oasis nagrywali przez dwa miesiące – między lipcem a wrześniem – kończąc pracę nad dwoma nowymi utworami. W trakcie nagrań Zak Starkey został oficjalnym członkiem zespołu. Z powodu narodzin syna Noela Oasis zrobili sobie dwumiesięczną przerwę. Do studia wrócili 5 listopada 2007, a nagrania zakończyli w marcu 2008. Dwa miesiące po nagraniu siódmego albumu studyjnego Oasis zespół opuścił Starkey. Zastąpił go Chris Sharrock, który wcześniej występował i nagrywał z Robbiem Williamsem. W czerwcu 2008 Oasis ponownie podpisali kontrakt z Sony BMG na trzy kolejne albumy. Pierwszym singlem z nowej płyty był napisany przez Noela „The Shock of the Lightning”, który swoją premierę miał 29 września 2008. Dig Out Your Soul został wydany 6 października debiutując na najwyższym miejscu w Wielkiej Brytanii i piątym miejscu Billboard 200. Zespół rozpoczął trasę koncertową z planowanym zakończeniem we wrześniu 2009, z supportem m.in. Kasabian, The Enemy i Twisted Wheel. 7 września 2008 podczas występu na Virgin Festival w Toronto, jeden z widzów wdarł się na scenę i fizycznie zaatakował Noela. W wyniku ataku piosenkarz doznał złamania trzech żeber przez co grupa musiała odwołać kilka kolejnych występów.

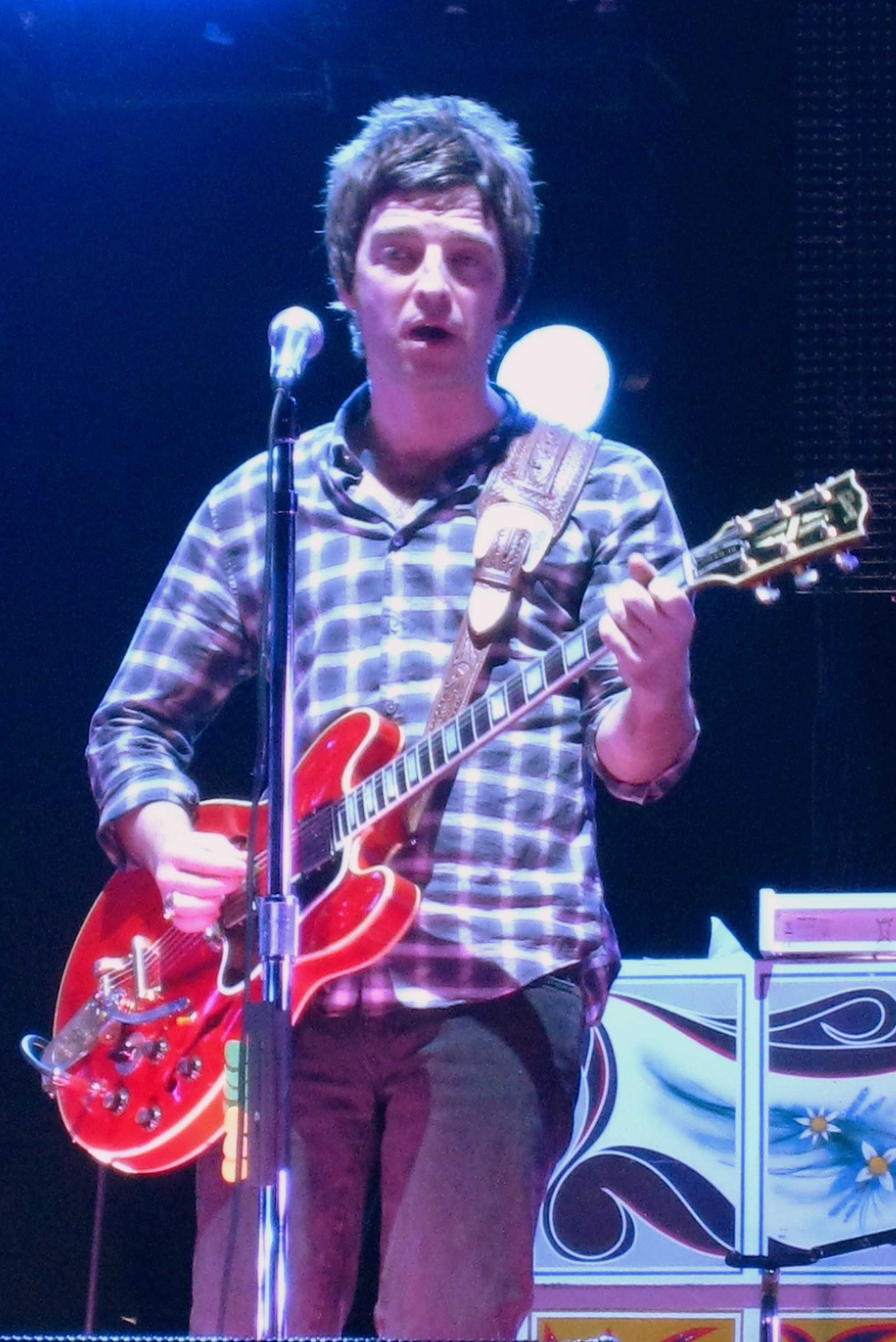
Noel Gallagher grający na żywo w Centre Bell w Montrealu, 2008

25 lutego 2009 Oasis otrzymali NME Award dla najlepszego brytyjskiego zespołu 2009 roku oraz dla najlepszego bloga za „Tales from the Middle of Nowhere” Noela Gallaghera. 4 czerwca 2009 Oasis grali pierwszy z trzech koncertów w Heaton Park w Manchesterze. Po dwukrotnym opuszczeniu sceny przez problemy techniczne z generatorem dźwięku i opóźnieniu koncertu o 40 minut, Noel Gallagher zakomunikował 70-tysięcznej publiczności, że koncert jest darmowy. Około 20 tysięcy osób zażądało zwrotu. Na swoim blogu muzyk nazwał ich „zuchwałymi”. „Wygląda na to, że 20 tysięcy z was poprosiło o swoje pieniądze z powrotem. 20 tysięcy! Czy naprawdę byliście tak rozczarowani? [...] Nie przypominam sobie, bym widział 20-tysięczną lukę w tłumie”, dodał wokalista. Dwa kolejne występy, 6 i 7 czerwca, odbyły się już bez żadnych problemów i z wieloma tysiącami fanów na widowni, mimo zmiennej pogody i problemów technicznych pierwszej nocy. Miesiąc po obietnicy zwrócenia pieniędzy fanom, zespół rozesłał czeki na łączną kwotę blisko miliona funtów. Każdy z około 20 tysięcy dokumentów był opatrzony w nietypowe logo „Oasis: Bank of Burnage”, oraz podpisy Noela i Liama. Rzeczniczka zespołu zasugerowała, że część fanów może nie zrealizować czeków ponieważ będą one miały dla nich wartość kolekcjonerską.

### Rozpad i następstwa: 2009

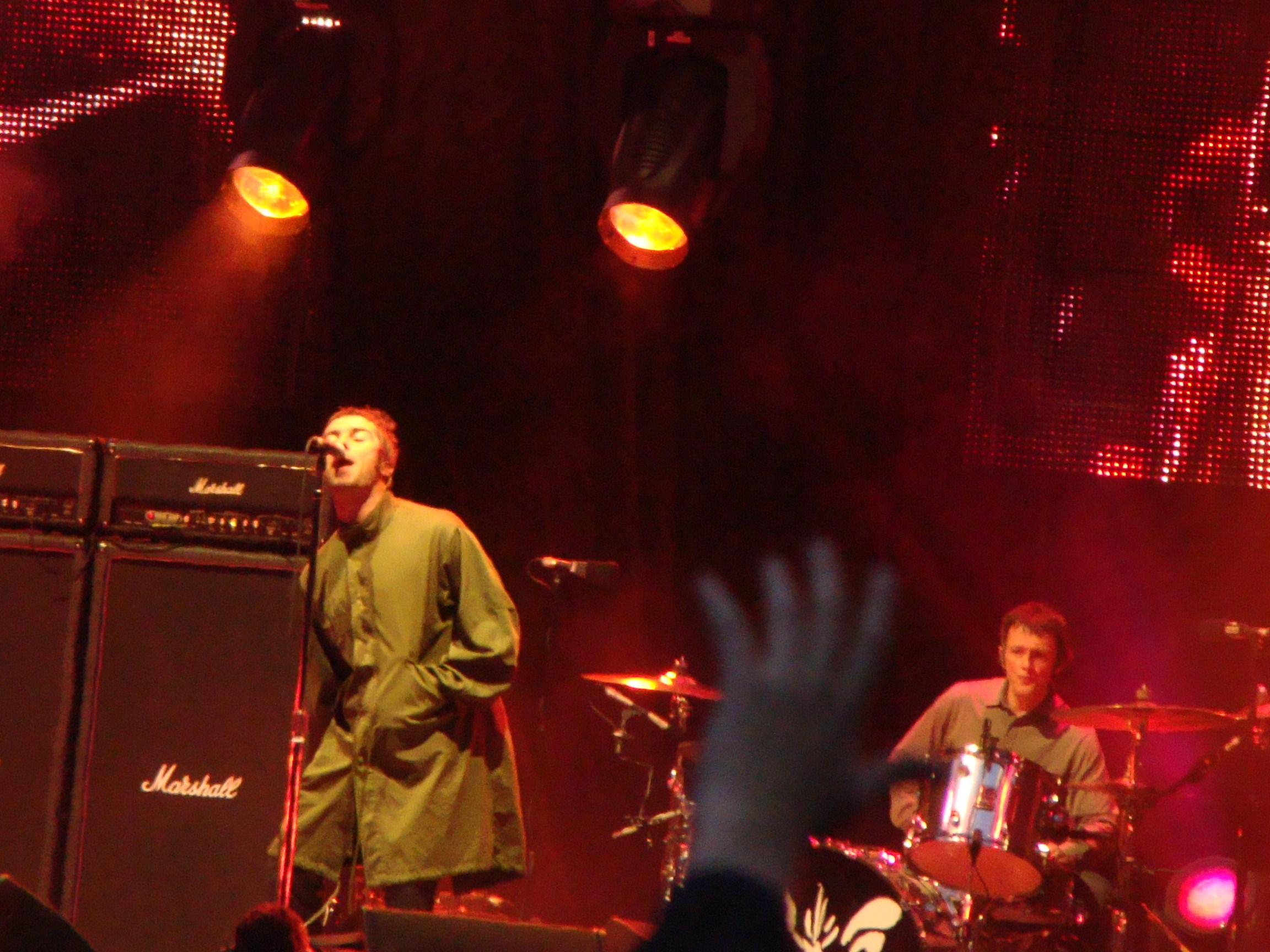
Liam Gallagher (l.) i Chris Sharrock (p.) podczas jednego z ostatnich koncertów Oasis na Stadium of Light w Sunderlandzie, czerwiec 2009

W wyniku zapalenia krtani Liama Oasis byli zmuszeni odwołać planowany występ na V Festival w Chelmsford 29 sierpnia 2009. W 2011 roku Noel Gallagher za prawdziwą przyczynę odwołania koncertu podał kaca Liama oraz fakt, że młodszy z braci podczas trasy chciał reklamować swoją linię odzieżową Pretty Green. Liam pozwał starszego brata o zniesławienie domagając się publicznych przeprosin. „Prawda jest taka, że koncert został odwołany ponieważ miałem ostre zapalenie krtani. Noel był tego w pełni świadomy, bo taką diagnozę wystawił lekarz. Skłamał też mówiąc, że rozpad Oasis poprzedziła wielka kłótnia o to, że chciałem reklamować «Pretty Green» na koncertach. W rzeczywistości nigdy nie było między nami rozmowy na ten temat” – powiedział Liam. Noel ostatecznie przeprosił brata potwierdzając, że Liam miał zapalenie krtani i miał na to zaświadczenie lekarskie. Liam przyjął te przeprosiny i wycofał pozew sądowy. Napięcie między braćmi rosło, a kłótnia między nimi za kulisami sceny 28 sierpnia 2009 roku miała doprowadzić do rękoczynów (Liam rzekomo miał zamachnąć się gitarą trzymając ją jak topór).
Menedżer zespołu odwołał koncert na festiwalu Rock en Seine, na minuty przed jego rozpoczęciem. „Grupa już nie istnieje. Nie zagrają dziś i odwołują resztę zaplanowanej trasy”, dodał. Dwie godziny później na stronie internetowej zespołu pojawiło się oświadczenie Noela:

Z pewnym smutkiem, ale też wielką ulgą chcę wam powiedzieć, że dzisiaj opuściłem Oasis. Ludzie będą pisać i mówić to co będą chcieli, ale ja po prostu nie mogłem współpracować z Liamem ani dnia dłużej.

Organizatorzy festiwalu zdecydowali się wypłacić 15 euro każdej osobie, która miała ważny bilet na dzień występu Oasis lub cały festiwal.
6 lipca 2011 Noel udzielił wywiadu dla brytyjskiej radiostacji Absolute Radio. „Przyznaję, że to była pochopna decyzja. Może mogliśmy wszyscy odpocząć od siebie i zająć się czymś innym przez jakiś czas. W głowie wciąż mam wizję świętowania 20-lecia (What’s the Story) Morning Glory? w 2015 roku. Może udałoby się nam znowu zebrać razem, nagrać nowy album – i to byłaby najlepsza rzecz na świecie. Ale już za późno”, powiedział.
16 lutego 2010 roku za (What’s the Story) Morning Glory? Oasis zdobyli nagrodę za najlepszy album ostatnich 30 lat (ang. Best Album of the Last 30 Years) podczas Brit Awards 2010. W przemówieniu Liam podziękował Boneheadowi, McGuiganowi i Alanowi White’owi, ale nie wspomniał o swoim bracie Noelu. „Słuchajcie dzieciaki... największe zespoły na pieprzonym świecie są wieczne”, zakończył. Po przemowie rzucił mikrofon oraz statuetkę w widownię. 15 marca 2010 wokalista bronił swojego zachowania podczas ceremonii, mówiąc: „mam już dość tego, że wszystko kręci się wokół mnie i Noela [...] Przez dwa ostatnie miesiące prawie wszystko kręciło się wokół mnie i jego, więc pomyślałem, że słusznym będzie wspomnienie pozostałych chłopaków, którzy grali na albumie oraz najlepszych fanów na świecie,” oraz „myślałem, że przekazanie statuetki fanom będzie miłym gestem, ale najwyraźniej zostało to źle zinterpretowane, jak zwykle”.
26 października 2016 miał premierę film dokumentalny Oasis: Supersonic przedstawiający historię Oasis od ich początków po szczyt popularności w lecie 1996. Za produkcję odpowiadał ten sam zespół, który stał za Amy, laureatem Nagrody Akademii Filmowej dla najlepszego filmu dokumentalnego. Oasis: Supersonic zawiera nieznane wcześniej materiały archiwalne i wywiady z zespołem.

### Powrót na scenę: 2024–obecnie
27 sierpnia 2024 zespół ogłosił powrót na scenę. Trasa koncertowa rozpoczęła się 4 lipca 2025 w Cardiff.

## Inspiracje
Oasis czerpali przede wszystkim z The Beatles. Wpływ zespołu z Liverpoolu na muzyczny styl Oasis media określały „obsesją”. Ponadto bracia Gallagher i pozostali członkowie zespołu wskazywali na the Stone Roses, Bee Gees, T. Rex, Sex Pistols, Slade, Small Faces, the Who, Nirvanę, the Rolling Stones, the Stooges, the La’s, Jimiego Hendriksa, Neila Younga, Happy Mondays, the Hollies, Inspiral Carpets, Fleetwood Mac z czasów Petera Greena, the Kinks, the Jam, Pink Floyd, the Verve, Led Zeppelin, Davida Bowie, the Velvet Underground, oraz the Smiths, jako będącymi źródłem inspiracji dla grupy z Manchesteru.

## Prawa autorskie i spory sądowe
W trzech przypadkach wniesiono do sądu pozew przeciwko Oasis w związku z domniemaniem popełnienia przez niego plagiatu. Pierwszym była sprawa Neila Innesa pozywającego z zamiarem udowodnienia, że singel „Whatever” zapożyczył z jego „How Sweet to Be an Idiot”. Sprawa zakończyła się na zasądzeniu odszkodowania dla Innesa. W 2010 roku Noel Gallagher stwierdził, że plagiat był niezamierzony, oraz że nie był świadomy podobieństw między utworami do czasu gdy został poinformowany o pozwie. W drugim przypadku Oasis zostali pozwani przez twórców znanej z reklamy Coca-Coli piosenki „I’d Like to Teach the World to Sing” w związku z użyciem słów i melodii z tego utworu w piosence „Shakermaker”. Gdy zapytany o incydent, Noel zażartował, że „od teraz wszyscy piją tylko Pepsi”. W trzecim przypadku, przy dystrybucji promocyjnych kopii (What’s the Story) Morning Glory?, album zawierał bonusowy utwór „Step Out”. Płyta została szybko wycofana i zastąpiona przez wersję bez tej piosenki, która rzekomo była podobna do „Uptight (Everything’s Alright)” Steviego Wondera. Utwór ponownie pojawił się na stronie B „Don’t Look Back in Anger”, z przypisaniem współautorstwa Wonderowi.
W 2003 roku singel „Life Got Cold” girlsbandu Girls Aloud zwrócił na siebie uwagę mediów w związku z podobieństwami w gitarowym riffie i w melodii do „Wonderwall”. BBC w recenzji utworu stwierdziła, że „w pewnym momencie refren brzmi jakby miał przejść w Wonderwall Oasis”. Źródło podało The Sun, że Girls Aloud są „wielkimi fankami Oasis, więc na pewno nie będą miały za złe porównań do ich ulubionej piosenki”. Wytwórnia Warner/Chappell Music przypisała współautorstwo tego utworu Noelowi Gallagherowi.

## Skład
- Noel Gallagher – gitara prowadząca, śpiew (1991–2009)
- Liam Gallagher – śpiew, tamburyn (1991–2009)
- Gem Archer – gitara rytmiczna, wokal wspierający (1999–2009)
- Andy Bell – gitara basowa (1999–2009)
- Alan White – perkusja (1995–2004)
- Paul Arthurs – gitara rytmiczna (1991–1999)
- Paul McGuigan – gitara basowa (1991–1999)
- Tony McCarroll – perkusja (1991–1995)

Muzycy sesyjni
- Chris Sharrock – perkusja (2008–2009)
- Zak Starkey – perkusja (2004–2008)
- Scott McLeod – gitara basowa (1995)
- Jay Darlington – instrumenty klawiszowe (2002–2009)
- Mike Rowe – instrumenty klawiszowe (1996–1998, 2001)
- Matt Deighton – gitara (2000)
- Zeb Jameson – instrumenty klawiszowe (2000)

Oś czasu

## Dyskografia
- Definitely Maybe (30 sierpnia 1994)
- (What’s the Story) Morning Glory? (2 października 1995)
- Be Here Now (21 sierpnia 1997)
- Standing on the Shoulder of Giants (28 lutego 2000)
- Heathen Chemistry (1 czerwca 2002)
- Don’t Believe the Truth (30 maja 2005)
- Dig Out Your Soul (6 października 2008)

## Trasy koncertowe
- (What’s the Story) Morning Glory? Tour (1995)
- Be Here Now Tour (1997)
- Standing on the Shoulder of Giants Tour (2000)
- The Tour of the Brotherly Love (2001)
- Heathen Chemistry Tour (2002)
- Don’t Believe the Truth Tour (2005)
- Dig Out Your Soul Tour (2008)